# Przeździecko-Mroczki (gromada)
Przeździecko-Mroczki (początkowo Przezdziecko-Mroczki) – dawna gromada, czyli najmniejsza jednostka podziału terytorialnego Polskiej Rzeczypospolitej Ludowej w latach 1954–1972.
Gromady, z gromadzkimi radami narodowymi (GRN) jako organami władzy najniższego stopnia na wsi, funkcjonowały od reformy reorganizującej administrację wiejską przeprowadzonej jesienią 1954 do momentu ich zniesienia z dniem 1 stycznia 1973, tym samym wypierając organizację gminną w latach 1954–1972.
Gromadę Przezdziecko-Mroczki z siedzibą GRN w Przezdziecku-Mroczkach utworzono – jako jedną z 8759 gromad na obszarze Polski – w powiecie ostrowskim w woj. warszawskim, na mocy uchwały nr VI/10/11/54 WRN w Warszawie z dnia 5 października 1954. W skład jednostki weszły obszary dotychczasowych gromad Chmiele-Pogorzele, Nowy Borek, Ołdaki-Polonia, Przezdziecko-Drogoszewo, Przezdziecko-Lenarty, Przezdziecko-Mroczki i Tarnowo-Goski ze zniesionej gminy Warchoły w tymże powiecie i województwie oraz obszar dotychczasowej gromady Grochy-Łętownica ze zniesionej gminy Długobórz w powiecie łomżyńskim w woj. białostockim. Dla gromady ustalono 10 członków gromadzkiej rady narodowej.
1 stycznia 1957 gromadę przyłączono do powiatu zambrowskiego w woj. białostockim.
31 grudnia 1959 z gromady Przeździecko-Mroczki wyłączono (a) wsie Ołdaki-Polonia i Przeździecko-Lenarty, włączając je do gromady Andrzejewo w powiecie ostrowskim w woj. warszawskim oraz (b) wieś Nowy Borek włączając ją do gromady Długobórz II w powiecie zambrowskim w woj. białostockim, po czym gromadę Przeździecko-Mroczki zniesiono, włączając jej (pozostały) obszar do nowo utworzonej gromady Tarnowo-Goski w powiecie zambrowskim w woj. białostockim.